# Arnaldo Volpicelli
Arnaldo Volpicelli (Roma, 30 luglio 1892 – Roma, 6 agosto 1968) è stato un filosofo italiano.

## Biografia
Fratello maggiore di Luigi Volpicelli, prese parte come sottotenente alla prima guerra mondiale, ottenendo anche una croce al merito. Si laureò prima in Giurisprudenza nel 1920 e poi in Filosofia nel 1923. Allievo di Giovanni Gentile, conseguì la libera docenza nel 1925 e in quell'anno si iscrisse al Partito Nazionale Fascista; in seguito fu docente prima alle università di Urbino e Pisa e alla Sapienza di Roma di Filosofia del diritto e poi di Dottrina dello Stato.
Seguace del pensiero di Santi Romano, fu, con Ugo Spirito, un teorico del «corporativismo integrale», avverso sia all'individualismo che allo statalismo. Fu direttore delle riviste Nuovi studi di diritto, economia e politica (1927-33) e, con Giuseppe Bottai, di Archivio di studi corporativi (1933-1935).
Nel 1938 insegna a Napoli dottrina dello Stato, ma nel 1939 ottiene il trasferimento alla Sapienza di Roma, dove va a insegnare filosofia del diritto presso la facoltà di Scienze politiche. Nel novembre del 1941, una volta scoppiata la seconda guerra mondiale, Volpicelli presta servizio volontario presso l'Ufficio prigionieri di guerra, dipendente dalla Croce Rossa italiana.
Nel 1944, dopo la liberazione di Roma e l'imminente caduta del fascismo, è sottoposto a procedimento per epurazione dalla Commissione di risanamento dell’Università di Roma. Inizialmente escluso dall'insegnamento, fu poi rapidamente reintegrato, insegnando alla Facoltà di Scienze politiche fino al 1967.

## Opere
- Natura e spirito, 1925
- L'educazione politica dell'Italia, 1929
- I presupposti scientifici dell'ordinamento corporativo, 1933
- Corporativismo e scienza giuridica, 1934
- La certezza del diritto e la crisi odierna, 1952